# Safidia druceria
Safidia druceria là một loài bướm đêm trong họ Noctuidae.